# Equação parabólica em derivadas parciais
Uma equação parabólica em derivadas parciais é uma equação diferencial parcial de segunda ordem do tipo 
{\displaystyle Au_{xx}+2Bu_{xy}+Cu_{yy}+Du_{x}+Eu_{y}+F=0\quad }
na qual a matriz  {\displaystyle Z={\begin{bmatrix}A&B\\B&C\end{bmatrix}}} tem um  determinante igual a 0.
Alguns exemplos de equações diferenciais parciais parabólicas são a equação de Schrödinger e a equação do calor. 